# Marlon Flechtner
Marlon Flechtner (* 1994 in Berlin) ist ein deutscher Synchronsprecher.
Er synchronisierte unter anderem „Lupus“ (gespielt von Tyler Patrick Jones) in Die Bären sind los (2005), „Sproete“ (gespielt von Frensch de Groot) in Pietje Bell und das Geheimnis der schwarzen Hand (2006). In Ice Age 2 (2006), Monster House (2006) und Freddy vs. Jason (2003) ist er in Nebenrollen zu hören. Zudem wirkte er in Drillbit Taylor – Ein Mann für alle Unfälle und Kreuzzug in Jeans mit. Darüber hinaus arbeitet er als Seriensprecher in Desperate Housewives und Pinky Dinky Doo. In der Hörspielreihe Takimo sprach er in Folge 3 eine Puppe.
Er ist ein Sohn des Film- und Synchronschauspielers Peter Flechtner und der Zwillingsbruder von Lennart Flechtner, der ebenfalls als Synchronsprecher tätig ist.

## Synchronarbeiten

### Filme
- Die Bären sind los
- Pietje Bell und das Geheimnis der schwarzen Hand
- Ice Age 2: Jetzt taut’s
- Monster House
- Freddy vs. Jason
- Bermuda Dreieck – Tor zu einer anderen Zeit
- Triff die Robinsons
- Elizabethtown
- Der Exorzist (Neusynchronisation)
- Beneath Still Waters
- Drillbit Taylor – Ein Mann für alle Unfälle
- Kreuzzug in Jeans

### Serien
- Desperate Housewives
- Pinky Dinky Doo
- Into the West – In den Westen (Folge 5)

| Personendaten    | Personendaten              |
| ---------------- | -------------------------- |
| NAME             | Flechtner, Marlon          |
| KURZBESCHREIBUNG | deutscher Synchronsprecher |
| GEBURTSDATUM     | 1994                       |
| GEBURTSORT       | Berlin                     |